# Franz Berghoff-Ising
Franz Berghoff-Ising (* 18. April 1858 in Menzel (Rüthen); † 23. April 1920 in Buchschlag) war ein deutscher Nationalökonom und Hochschullehrer.

## Leben
Er wurde im April 1858 in Menzel bei Lippstadt geboren. Nach der Reifeprüfung studierte er in Berlin, Freiburg und Heidelberg. Er schloss das Studium 1885 mit dem Doktor der Philosophie ab. Der Titel seiner Dissertation lautete: „Das staatliche Erbrecht und die Erbschaftssteuer“. Anschließend war er als Dozent an der Universität Bern tätig.
1898 wurde er auf eine außerplanmäßige Professor für Volkswirtschaftslehre an der Allgemeinen Abteilung der TH Darmstadt berufen. Er war damit, allerdings mit völlig anderer Ausrichtung, Nachfolger von Otto Roquette (1824–1896) und Begründer der Volkswirtschaftslehre an der TH Darmstadt. Ab 1906 war Berghoff-Ising auch Mitglied der Zentralstelle für Landesstatistik in Darmstadt. 1907 erfolgte die Umwandlung seiner Stelle in eine außerordentliche Professor. 
Berghoff-Ising gehörte neben 32 anderen Professoren an der TH Darmstadt zu den Unterzeichnern der Erklärung der Hochschullehrer des Deutschen Reiches vom 16. Oktober 1914.
1919 wurde seine Professur wegen der erhöhten Bedeutung der Volkswirtschaftslehre in eine ordentliche Professor umgewandelt.
Franz Berghoff-Ising starb kurz nach seinem 62. Geburtstag in Buchschlag. Er heiratete am 1. September 1884 in Heiligenstadt/Eichsfeld Maria Josephine Elisabeth Grimme (* 11. September 1859 in Paderborn). Ab 1888 war er in zweiter Ehe mit Gerda Eisenlohr († 7. Juni 1924 in Darmstadt) verheiratet. Diese Ehe wurde geschieden. Am 26. September 1908 heiratete er in Frankfurt am Main Johanna Babette Anna Klietsch (* 3. Juni 1877 in Höchst; † 26. April 1953 in Darmstadt.)

## Ehrungen
- 1912: Verleihung des Ritterkreuzes I. Klasse des Verdienstordens Philipps des Großmütigen

## Veröffentlichungen
- 1885: Das staatliche Erbrecht und die Erbschaftssteuer, Leipzig.
- 1887: Die Entwicklung des landwirtschaftlichen Pachtwesens in Preußen. Eine historisch-ökonomische Studie, Leipzig.
- 1892: Fortschritt und Armuth, Berlin.
- 1895: Die socialistische Arbeiterbewegung in der Schweiz, Leipzig.
- 1898: Über Methode und Aufgabe der Volkswirtschaftslehre. Rede zur Feier des Geburtstages Seiner Königlichen Hoheit des Großherzogs Ernst Ludwig und Ihrer Königlichen Hoheit der Großherzogin Victoria Melita von Hessen und bei Rhein am 25. November 1898 in der Aula der Grossherzogl. Technischen Hochschule zu Darmstadt.